# Anoplodactylus massiliformis
Anoplodactylus massiliformis is een zeespin uit de familie Phoxichilidiidae. De soort behoort tot het geslacht Anoplodactylus. Anoplodactylus massiliformis werd in 1975 voor het eerst wetenschappelijk beschreven door Stock. 